# Primarias de New Hampshire

Ubicación de New Hampshire

Las primarias presidenciales de Nuevo Hampshire es la primera de una serie de elecciones primarias a nivel nacional y la segunda contienda partidista, siendo la primera las caucus de Iowa, que se llevan a cabo en los Estados Unidos cada cuatro años como parte del proceso de selección de delegados para las convenciones nacionales de los partidos Demócrata y Republicano, que eligen a los candidatos presidenciales para las elecciones presidenciales que se celebran en noviembre. Aunque en la primaria de Nuevo Hampshire solo se eligen unos pocos delegados, su verdadera importancia radica en la amplia cobertura mediática que recibe, junto con los primeros caucus en Iowa.
Impulsadas por los eventos de las elecciones de 1968, las reformas que comenzaron con las elecciones de 1972 elevaron la importancia de estos dos estados en la elección en general, y comenzaron a recibir tanta atención mediática como todas las demás contiendas estatales combinadas. Una victoria sorpresa de un candidato menos conocido, o un desempeño débil de un favorito, puede cambiar el rumbo de las primarias, como ocurrió en 1952, 1968 y 2008 para los Demócratas, y en 1980 para los Republicanos.
Desde las elecciones de 1952, la primaria ha sido una prueba importante para los candidatos de ambos partidos, donde aquellos que tienen un desempeño deficiente a menudo abandonan la carrera, mientras que candidatos menos conocidos y con menos fondos que se destacan en Nuevo Hampshire pueden convertirse en contendientes serios, atrayendo una gran atención mediática y financiamiento de campaña.
La primaria de Nuevo Hampshire es una primaria semiabierta: los votantes no afiliados (registrados sin afiliación a un partido) pueden votar en la primaria de cualquier partido. Los votantes registrados con un partido no pueden "cruzar el voto" para votar en la primaria de otro partido.

## Estado de "primera primaria" y esfuerzos por cambiar
La ley estatal de Nuevo Hampshire establece: "La elección primaria presidencial se llevará a cabo el segundo martes de marzo o en una fecha seleccionada por el secretario de estado que sea 7 días o más inmediatamente anterior a la fecha en que cualquier otro estado celebre una elección similar, lo que ocurra primero."{{efn|El segundo martes de marzo es también el día tradicional en el que los pueblos de Nuevo Hampshire han celebrado sus reuniones de pueblo. Nuevo Hampshire ha protegido celosamente su estatus de "primera primaria de la nación" mediante esta disposición. El estado ha celebrado la primera primaria en cada campaña presidencial desde las elecciones de 1920.
Los caucus de Iowa, que comenzaron en 1972 para los Demócratas y en 1976 para los Republicanos, ocurren antes que la primaria de Nuevo Hampshire. La contienda de Iowa no se considera "una elección similar" porque los caucuses no implican votación real.
El estatus de Nuevo Hampshire como el primero en la nación ha sido controvertido porque la composición étnica del estado no es diversa y no representa a los votantes del país. Se han producido periódicamente esfuerzos para alterar el estatus de primera primaria en la nación de Nuevo Hampshire. En 2007, diferentes estados intentaron adelantarse a otros programando primarias y caucus más tempranos para las elecciones presidenciales de 2008. Florida, Michigan, Nevada y Carolina del Sur adelantaron sus contiendas nominativas. Nuevo Hampshire finalmente retuvo su estatus de primera primaria, celebrando su primaria el 8 de enero de 2008, la fecha más temprana hasta ese momento.
En 2023, el Comité Nacional Demócrata aprobó un calendario que haría de Nuevo Hampshire la segunda primaria demócrata en celebrarse en 2024. Según el calendario del DNC, la primaria de Carolina del Sur se celebraría primero el 3 de febrero, seguida de la primaria de Nuevo Hampshire y los caucus de Nevada el 6 de febrero. Los funcionarios de Nuevo Hampshire de ambos partidos se opusieron al cambio y prometieron llevar a cabo la primera primaria de la nación, incluso si eso conlleva la pérdida de sus delegados en la convención como sanción por incumplir el calendario del partido.

## Mecánica de las primarias

### Elegibilidad de los votantes
Las primarias de New Hampshire son primarias semiabiertas: Los votantes no afiliados (aquellos registrados sin afiliación a un partido) pueden votar en la primaria de cualquier partido. Los votos registrados con un partido no pueden "cruzar el voto" para votar en la primaria de otro partido.

### Elegibilidad de candidatos y partidos
Según la ley estatal, los partidos oficialmente reconocidos pueden llevar a cabo una primaria sancionada por el estado. Para obtener el estatus oficial del partido, el candidato de un partido debe recibir al menos el 4% de los votos emitidos para gobernador o senador de EE. UU. en la elección general más reciente en New Hampshire. Actualmente, solo los demócratas y republicanos cumplen con este criterio.
New Hampshire tiene una barrera baja para el acceso a la papeleta. Cualquier persona puede postularse para presidente pagando una tarifa de inscripción de $1,000 o recopilando las firmas de 10 votantes registrados en cada condado de New Hampshire y completando un formulario de declaración de candidatura que declare, bajo pena de perjurio, que el candidato cumple con el requisito constitucional para la presidencia, siendo al menos de 35 años de edad, con estatus de ciudadano natural, y residente de EE. UU. durante al menos 14 años. Los candidatos deben afirmar que están registrados como miembros del partido para la nominación que buscan.
La cantidad récord de candidatos fue de 62 en las primarias de 1992. En las primarias de New Hampshire de 2016, se postularon 58 candidatos. Muchos de los candidatos que aparecen en la papeleta son poco conocidos o marginales, y algunos son candidatos perennes. Saint Anselm College organiza un Foro de Candidatos Poco Conocidos cada cuatro años.

### Votación
Las primarias se llevan a cabo mediante voto secreto. Los votantes marcan su selección en papeletas de papel, que se cuentan a mano y mediante un escáner óptico.

### Dixville Notch y otras ciudades de "votación de medianoche"
Las comunidades de Dixville Notch, Hart's Location y Millsfield participan tradicionalmente en la Votación de medianoche de New Hampshire, en la que abren sus lugares de votación a medianoche. En particular, el lugar de votación dentro del salón de baile de The Balsams Grand Resort Hotel en Dixville Notch se abre a medianoche, generalmente frente a una multitud de periodistas, donde los pocos votantes de la aldea emiten sus votos antes de que cierren las urnas en menos de diez minutos. Esto ha llevado a muchos candidatos presidenciales a visitar la zona antes de las primarias de New Hampshire con la esperanza de asegurar un impulso en las primeras horas de la mañana.

## Importancia
Existe consenso entre académicos y comentaristas de que la primaria de New Hampshire, debido al momento y la amplia atención de los medios, puede tener un gran impacto y puede incluso hacer, deshacer o revivir a un candidato. Controlando estadísticamente otros factores, una victoria en New Hampshire aumenta la participación de un candidato en el recuento final de primarias en todos los estados en un 27%.
Desde 1977, New Hampshire ha luchado duro por mantener su posición como la primera primaria, mientras que Iowa tiene el primer caucus unos días antes. La ley estatal requiere que su primaria sea la primera del país. Ha sido la primera por tradición desde 1920. Como resultado, el estado ha movido su primaria a principios de año para seguir siendo el primero.
La primaria se celebró en las siguientes fechas: 1952–1968, el segundo martes de marzo. 1972, el primer martes de marzo. 1976–1984, el cuarto martes de febrero. 1988–1996, el tercer martes de febrero. 2000, el primer martes de febrero (1 de febrero). 2004, el cuarto martes de enero (27 de enero). Los cambios se hicieron para competir con las fechas cambiantes de las primarias en otros estados. Las fechas de las primarias de 2008 (8 de enero) y 2012 (10 de enero) continuaron la tendencia: se celebraron el segundo martes de enero en ambos años.
En defensa de su primaria, los votantes de New Hampshire tienden a restar importancia al caucus de Iowa. "La gente de Iowa elige maíz, la gente de New Hampshire elige presidentes", dijo el entonces gobernador John H. Sununu en 1988.
Recientemente, las expectativas de los medios de comunicación para la primaria de New Hampshire se han vuelto casi tan importantes como los resultados en sí. Cumplir o superar las expectativas puede proporcionar a un candidato atención nacional, lo que a menudo conduce a una inyección de donaciones para una campaña que ha gastado la mayor parte de sus reservas. Por ejemplo, en 1992, Bill Clinton, aunque no ganó, lo hizo sorprendentemente bien, y su equipo lo apodó el "Niño del Regreso". La atención adicional de los medios ayudó a aumentar la visibilidad de su campaña en las primarias posteriores.
El ganador más reciente de la elección presidencial en ganar la primaria de New Hampshire fue Donald Trump en 2016. Los tres presidentes anteriores a él (Bill Clinton, George W. Bush y Barack Obama) terminaron en segundo lugar en la primaria de New Hampshire antes de ser elegidos presidentes. Los cuatro presidentes anteriores a esos ganaron la primaria de New Hampshire.

## Historia
Nuevo Hampshire ha celebrado una primaria presidencial desde 1916 y comenzó la tradición de ser la primera primaria presidencial en los Estados Unidos a partir de 1920. Hasta 1948, la primaria de Nuevo Hampshire, al igual que la mayoría de las pocas primarias en el país, solo enumeraba los nombres de ciudadanos locales que deseaban ser delegados a la convención estatal. En 1948, Richard F. Upton, presidente de la Cámara de Representantes de Nuevo Hampshire, decidió hacer la primaria "más interesante y significativa... para que hubiera una mayor participación en las urnas". La legislatura estatal aprobó una ley que permitía a los ciudadanos votar directamente por los candidatos presidenciales. Cualquier candidato podía figurar en la papeleta si presentaba cincuenta peticiones de apoyo de cada uno de los dos distritos congresionales. Los votantes podían elegir delegados que estuvieran explícitamente comprometidos con un candidato en particular.
Nuevo Hampshire no comenzó a asumir su importancia actual hasta 1952. En ese año, Dwight D. Eisenhower demostró su amplio atractivo para los votantes al vencer a Robert A. Taft, "Mr. Republicano", quien era el favorito para la nominación, y Estes Kefauver derrotó al presidente en funciones Harry S. Truman, llevando a Truman a abandonar su campaña para un segundo mandato propio. El otro presidente obligado a retirarse de la contienda por la reelección por los votantes de Nuevo Hampshire fue Lyndon Johnson, quien, como candidato por escrito, logró solo una victoria del 49 al 42 por ciento sobre Eugene McCarthy en 1968, y ganó menos delegados que McCarthy, retirándose consecuentemente de la carrera.
El ganador en Nuevo Hampshire no siempre ha obtenido la nominación de su partido, como lo demuestran los republicanos Leonard Wood en 1920, Harold Stassen en 1948,[cita requerida] Henry Cabot Lodge Jr. como candidato por escrito en 1964, Pat Buchanan en 1996, y John McCain en 2000, y los demócratas Estes Kefauver en 1952 y 1956, Paul Tsongas en 1992, Hillary Clinton en 2008, y Bernie Sanders en 2016 y 2020.
De 1952 a 1988, la persona elegida presidente siempre había ganado la primaria. Bill Clinton rompió el patrón en 1992, al igual que George W. Bush en 2000, Barack Obama en 2008 y Joe Biden en 2020. En 1992, Clinton perdió ante Paul Tsongas en Nuevo Hampshire. En 2000, George W. Bush perdió ante John McCain en Nuevo Hampshire. En 2008, Barack Obama perdió ante Hillary Clinton. En 2020, Joe Biden perdió ante Bernie Sanders.

### 1968
En noviembre de 1967, Eugene McCarthy declaró: "llega un momento en que un hombre honorable simplemente tiene que levantar la bandera" y se inscribió en las primarias demócratas de Nuevo Hampshire. El 12 de marzo de 1968, McCarthy, quien era el único candidato en la papeleta, estuvo a solo 7 puntos porcentuales de derrotar al presidente Lyndon Johnson, un candidato por escrito que técnicamente aún estaba explorando su candidatura y no se había molestado en presentarla. Solo unos días después, el 16 de marzo de 1968, Robert F. Kennedy ingresó a la carrera presidencial. Johnson posteriormente se retiró de la elección con esta Declaración shermanesca: "No buscaré, y no aceptaré, la nominación de mi partido para otro mandato como su presidente."
Un candidato menor en las primarias republicanas fue William W. Evans Jr., ex miembro de la Asamblea Estatal de Nueva Jersey, que recibió solo 151 votos en todo el estado.
La primaria demócrata de Nuevo Hampshire en 1968 fue uno de los eventos cruciales en la política de ese año emblemático en la historia de Estados Unidos. El senador Eugene McCarthy comenzó su campaña con un poema que escribió imitando al poeta Robert Lowell, "¿Corres conmigo, Jesús?":

No estoy igualando mi zancada

Con la de Billy Graham junto al Clyde

No voy por distancia

Con la persistencia del senador

No estoy tratando de ganar una carrera

Ni siquiera al ritmo de George Romney.

Soy un corredor existencial,

Indiferente al espacio

Estoy corriendo aquí en el mismo lugar...

¿Estás conmigo, Jesús?

### 1980
George H. W. Bush emergió como el favorito de las primarias presidenciales republicanas de 1980 después de su sorprendente victoria en las caucuses de Iowa sobre Ronald Reagan. Bush y Reagan se convirtieron en los dos principales candidatos en las primarias, superando a los otros cuatro candidatos. Con los otros candidatos en cifras de un solo dígito, el Nashua Telegraph se ofreció a organizar un debate entre Reagan y Bush. Preocupado de que un debate patrocinado por un periódico pudiera violar las regulaciones electorales, Reagan organizó financiar el evento con su propio dinero de campaña, invitando a los otros candidatos a participar con poco aviso.
El equipo de Bush no se enteró de la decisión de Reagan de incluir a los otros candidatos hasta que el debate debía comenzar. Bush se negó a participar, lo que llevó a un impasse en el escenario. Mientras Reagan intentaba explicar su decisión, Jon Breen, el editor del Nashua Telegraph y moderador del debate, ordenó a Bob Malloy, el operador de volumen, que silenciara el micrófono de Reagan. Cuando Malloy se negó, Breen repitió su orden. Un Reagan visiblemente enojado respondió: "Estoy pagando por este micrófono, Sr. Green!" [sic], refiriéndose al editor y moderador del debate Jon Breen.
Finalmente, los otros candidatos acordaron retirarse, y el debate continuó entre Reagan y Bush. La cita de Reagan fue frecuentemente repetida como "¡Yo pagué por este micrófono!" y dominó la cobertura de noticias del evento. Reagan ganó fácilmente en Nuevo Hampshire. Reagan eventualmente aseguró la nominación y seleccionó a Bush como su compañero de fórmula. Ambos ganaron las elecciones generales.

### 1992
Bill Clinton was able to declare himself the "Comeback Kid" after posting a surprise second-place finish behind Paul Tsongas in the Democratic primary. Clinton's support had been flagging for weeks since being hit by allegations of infidelity with actress Gennifer Flowers. On the Republican side, Pat Buchanan garnered an unexpected 37% showing behind incumbent President George H. W. Bush. Buchanan did not win a single state, but revealed some doubts about the moderate president among conservative voters.[cita requerida]

### 2000
George W. Bush's campaign, which for months had dominated in polling, money and endorsements on the Republican side, suffered a blow when John McCain, who had been surging in late polls, ended up beating the governor in the Granite State by more than 18 points. The result forecast a tough two-man race for the GOP nomination, which carried on until Super Tuesday in March. Al Gore helped himself with a narrow win in the Democratic primary, which somewhat assuaged his supporters' concerns about Bill Bradley's insurgent campaign.[cita requerida]

### 2004
Senator John Kerry secured a decisive victory with 35% of the vote, 10 percentage points more than second-place finisher Howard Dean.

### 2008
Hillary Clinton managed an upset win over Barack Obama in New Hampshire, despite polls showing her as much as 13 points behind in the run-up to the vote. The win helped Clinton get back some of the momentum she lost the week before when Obama carried the Iowa caucuses—though Obama eventually won the Democratic nomination. John McCain won the Republican primary, sparking an unexpected comeback for the senator whose long-shot campaign had been written off as a lost cause months before.[cita requerida] He went on to win the GOP nomination.

### 2016
Bernie Sanders derrotó a Hillary Clinton por un margen de 22 puntos porcentuales. Sanders acumuló un total de 152,193 votos, lo que le valió 15 delegados, mientras que Clinton obtuvo 95,252 votos con 9 delegados. Junto con la victoria de Donald Trump por un margen de dos dígitos en la carrera republicana, los resultados de las primarias revelaron la frustración de los votantes con los políticos del "establishment" convencional.

### 2020
Bernie Sanders volvió a ocupar el primer lugar en las primarias demócratas, superando al ex alcalde de South Bend Pete Buttigieg con 76,384 votos frente a 72,454. El actual presidente Donald Trump obtuvo una victoria abrumadora en las primarias republicanas con 129,734 votos, superando al ex gobernador de Massachusetts Bill Weld por más del 75% y recibiendo la mayor cantidad de votos en las primarias de Nuevo Hampshire para un candidato en ejercicio en la historia de EE. UU., rompiendo el récord de Bill Clinton de 1996 de 76,797.

### 2024
El presidente Joe Biden será un candidato por escrito debido a la controversia de programación de las primarias demócratas.

### Republicano
Tan de enero 20, Donald Triunfo dirigía por 20 puntos a John Kasich  13.4%. 12 candidatos importantes son vying para el nombramiento, junto con dos veces que muchos otros candidatos que pagan los EE.UU.$1000 coste de entrada también, creando un del más llenado disputa en tiempo reciente.

### Democrático
Tan de enero 25, Bernie Sanders dirigió por 6 a 19 puntos encima Hillary Clinton en el más reciente tres encuestas.

## 2012
El Nuevo Hampshire la elección primaria presidencial tuvo lugar el  martes 10 enero de 2012. había primarias Republicano y Demócrata ese día .

### Republicano
En 2012, un registro 33 candidatos Republicanos se inscribieron para aparecer en la papeleta en Nuevo Hampshire. Según sus leyes, un candidato es sólo requerido para pagar $1,000 al estado treasury, y necesita ninguna aprobación de partido o petitions para placement en la papeleta. Romney Ganó con 95,669 votos o 39.4%. Ron Paul acabó segundo con 55,455 22.8%.
Estos candidatos también corrieron:
- Jon Huntsman	40,903	16.8%
- Rick Santorum	23,432	9.5%
- Newt Gingrich	23,421	9.4%
- Rick Perry	1,709 0.7%
- Michele Bachmann 343 0.1%
- Otro 2,628 1.4%

### Democrático
Presidente incumbente Barack Obama afrontó trece candidatos para el nombramiento Democrático, incluyendo escritor progresivo Darcy Richardson, pro-activista de vida Randall Terry, y artista de rendimiento y activista Vermin Supremo. Muchos de los trece compraron sitios radiofónicos. En el diciembre tardío allí era un debate en Santo Anselm Universidad, el cual siete de los candidatos atendieron.

## 2004 resultados Democráticos
| Candidato        | Votos   | %    | Delegados  |
| ---------------- | ------- | ---- | ---------- |
| John Kerry       | 84,390  | 38.4 | 13         |
| Howard Dean      | 57,761  | 26.3 | 9          |
| Wesley Clark     | 27,314  | 12.4 | 0          |
| John Edwards     | 26,487  | 12.1 | 0          |
| Joseph Lieberman | 18,911  | 8.6  | 0          |
| Dennis Kucinich  | 3,114   | 1.4  | 0          |
| Richard Gephardt | 419     | 0.2  | 0          |
| Total            | 219,787 | 100  | 22 (de 27) |

## 2004 resultados Republicanos
| Candidato      | Votos  | %     | Delegados |
| -------------- | ------ | ----- | --------- |
| George W. Bush | 53,962 | 79.55 | 29        |
| Todo otros     | 13,907 | 20.45 |           |
| Total          | 67,833 | 100   | 29        |

## 2000 resultados Democráticos
| Candidato                | Votos   | %   | Delegados  |
| ------------------------ | ------- | --- | ---------- |
| Al Gore                  | 76,897  | 50  | 13         |
| Bill Bradley             | 70,502  | 46  | 9          |
| John McCain (escribe-en) | 3,320   | 2   | 0          |
| Otro                     | 3,920   | 2   | 0          |
| Total                    | 154,639 | 100 | 22 (de 27) |

## 2000 resultados Republicanos
| Candidato      | Votos   | %   | Delegados |
| -------------- | ------- | --- | --------- |
| John McCain    | 115,490 | 49  | 9         |
| George W. Bush | 72,262  | 30  | 6         |
| Steve Forbes   | 30,197  | 13  | 2         |
| Alan Keyes     | 15,196  | 6   | 0         |
| Gary Bauer     | 1,656   | 1   | 0         |
| Otro           | 2,001   | 1   | 0         |
| Total          | 236,802 | 100 | 17        |

## 1968
El 1968 Nuevo Hampshire Democrático primario era uno de los acontecimientos cruciales en la política de aquel año de hito en historia de Estados Unidos. Senador Eugene McCarthy empezó su campaña con un poema que escriba en imitación del poeta Robert Lowell, "Eres corriendo conmigo Jesus":
En noviembre de 1967, McCarthy declaró, "allí viene un tiempo cuándo un honorable el hombre sencillamente tiene que levantar la bandera" a gauge la respuesta del país y conducir una candidatura para la presidencia de los Estados Unidos por introducir el Nuevo Hampshire Democrático primario.
Encima Marcha 12, 1968, McCarthy, quién era el candidato único en la papeleta, vino dentro 7 puntos de porcentaje de derrotar Presidente Lyndon Johnson, un escribir-en candidato quién era técnicamente todavía explorando su candidatura y no había molestado para archivar. Justo unos cuantos días más tarde, encima Marcha 16, 1968, Robert F. Kennedy anunció introduzca la carrera para Presidente. Johnson posteriormente retiró de la elección con este Shermanesque declaración: "no buscaré, y no aceptará, el nombramiento de mi partido para otro plazo como vuestro presidente."
Uno candidato menor en el Republicano primario era William W. Evans, Jr., un New Jersey anterior Estatal Assemblyman, quién recibió justo 151 votos statewide.

## Ganadores y subcampeones
Notas: el ganador está listado primero. Los candidatos en negrita fueronpara ganar el nombramiento de su partido.

### Demócratas
| Fecha primaria        | Ganador                               | Subcampeones |
| --------------------- | ------------------------------------- | --- |
| 9 de febrero de 2016  | Senador Bernie Sanders                | Secretaria de Estado Hillary Clinton |
| 10 de enero de 2012   | Presidente Barack Obama (82.01%)      | (Ninguna oposición viable) |
| 8 de enero de 2008    | Senador Hillary Clinton (39.09%)      | Senador Barack Obama (36.45%), Senador anterior John Edwards (16.93%), Gobernador Bill Richardson (4.61%), Representante Dennis Kucinich (1.36%), Senador John McCain (0.32%), Senador Joe Biden (0.22%), Gobernador Mitt Romney (0.21%), y Grava de Mike de Senador anterior (0.14%) |
| 27 de enero de 2004   | Senador John Kerry                    | Gobernador anterior Howard B. Dean III, General Wesley K. Clark, Senador John Edwards, Senador Joseph yo. Lieberman, Congresista Dennis J. Kucinich Y Reverendo Al Sharpton. |
| 1 de febrero de 2000  | Vicepresidente Al Gore                | Senador anterior Bill Bradley |
| 20 de febrero de 1996 | Presidente Bill Clinton               | (Ninguna oposición viable) |
| 18 de febrero de 1992 | Senador Paul Tsongas (33.20%)         | Gobernador Bill Clinton (24.78%), Senador Bob Kerrey (11.08%), Senador Tom Harkin (10.18%), Gobernador anterior Jerry Brown (8.15%) |
| 16 de febrero de 1988 | Gobernador Michael Dukakis (36%)      | Congresista Richard Un. "Dick" Gephardt (20%), Senador Paul Simon (17%), Reverendo Jesse L. Jackson (8%), Senador Al Gore (7%), Gobernador Bruce Babbitt (5%), y Senador anterior Gary Hart (4%)                                                                                      |
| 28 de febrero de 1984 | Senador Gary Hart (39.28%)            | Vicepresidente anterior Walter Mondale (29.35%), Senador John Glenn (12.49%), Reverendo Jesse L. Jackson (5.53%), Senador anterior George McGovern (5.43%), Presidente Ronald Reagan (5.27%), y Senador Ernest "Fritz" Hollings (3.73%)                                               |
| 26 de febrero de 1980 | Presidente Jimmy Carter (47.61%)      | Senador Edward Kennedy (37.69%) y Gobernador Jerry Brown (9.68%) |
| 24 de febrero de 1976 | Gobernador Jimmy Carter (28.57%)      | Congresista Mo Udall (22.87%), Abedul de Senador Bayh (15.29%), Senador anterior Fred R. Harris (10.83%), y Embajador anterior R. Sargent Shriver (8.24%) |
| Marcha 7, 1972        | Senador Edmund Muskie (46.40%)        | Senador George McGovern (37.15%), Mayor Samuel William Yorty (6.078%), Representante Wilbur Mills (4.01%) y Senador Vance Hartke (2.72%) |
| Marcha 12, 1968       | Presidente Lyndon B. Johnson (49.80%) | Senador Eugene McCarthy (42.10%), Vicepresidente anterior Richard Nixon (4.58%) |
| Marcha 10, 1964       | Presidente Lyndon B. Johnson (95.26%) | Senador único Robert F. Kennedy (1.58%) recibió más de 1% del voto. |
| Marcha 8, 1960        | Senador John F. Kennedy               | Businessman Paul C. Fisher (Ninguna oposición viable) |
| Marcha 13, 1956       | Senador Estes Kefauver                | Gobernador anterior Adlai Stevenson |
| Marcha 11, 1952       | Senador Estes Kefauver                | Presidente Harry S. Truman |

- 1948: Unpledged delegados
- 1944: Unpledged delegados
- 1940: Unpledged delegados
- 1936: Unpledged delegados
- 1932: Unpledged delegados
- 1928: Unpledged delegados
- 1924: Unpledged delegados
- 1920: Unpledged delegados
- 1916: Presidente T. Woodrow Wilson (unopposed)

### Republicanos
| Fecha primaria        | Ganador                                        | Subcampeones |
| --------------------- | ---------------------------------------------- | --- |
| 10 de enero de 2012   | Gobernador anterior Mitt Romney (39.26%)       | Congresista Ron Paul (22.89%), Gobernador Jon Huntsman (16.89%), Senador Rick Santorum (9.43%), Hablante anterior Newt Gingrich (9.43%), Gobernador Rick Perry (0.71%) |
| 8 de enero de 2008    | Senador John McCain (37.00%)                   | Gobernador anterior Mitt Romney (31.55%), Gobernador anterior Mike Huckabee (11.23%), Alcalde anterior Rudy Giuliani (8.48%), Congresista Ron Paul (7.65%), Senador anterior Fred Thompson (1.23%), Senador Barack Obama (0.83%), Senador Hillary Clinton (0.76%), Congresista Duncan Hunter (0.50%) |
| 27 de enero de 2004   | Presidente George W. Bush                      | (Ninguna oposición viable) |
| 1 de febrero de 2000  | Senador John McCain (48.53%)                   | Gobernador George W. Bush (30.36%), Malcolm S. "Steve" Forbes, Jr. (12.66%), Embajador Alan Keyes (6.37%), y Gary L. Bauer (0.69%) |
| 20 de febrero de 1996 | Pat Buchanan (27.25%)                          | Senador Bob Dole (26.22%), Gobernador Un. Lamar Alexander (22.59%), Steve Forbes (12.22%), G de Richard del Senador. "Dick" Lugar (5.19%), y Embajador Alan Keyes (2.67%) |
| 18 de febrero de 1992 | Presidente George H. W. Bush (53.19%)          | Patrick J. "Pat" Buchanan (37.53%) |
| 16 de febrero de 1988 | Vicepresidente George H. W. Bush (38%)         | Senador Bob Dole (29%), Congresista Jack F. Kemp, Jr. (13%), Gobernador Pierre S. "Pete" du Pont IV (10%), y G de Marion del Reverendo. "Pat" Robertson (9%) |
| 28 de febrero de 1984 | Presidente Ronald Reagan                       | (Ninguna oposición viable) |
| 26 de febrero de 1980 | Gobernador anterior Ronald Reagan (49.86%)     | Embajador George H. W. Bush (22.94%), Senador Howard H. Panadero, Jr. (12.98%), Congresista John B. Anderson (9.91%), Congresista Philip M. "Phil" Crane (1.80%), Gobernador John B. Connally (1.54%) y Senador Bob Dole (0.42%)                                                                     |
| 24 de febrero de 1976 | Presidente Gerald R. Ford (50.06%)             | Gobernador anterior Ronald Reagan (48.62%) |
| Marcha 7, 1972        | Presidente Richard Nixon (67.61%)              | Congresista Paul N. "Pete" McCloskey, Jr. (19.79%) y Congresista John M. Ashbrook (9.69%) |
| Marcha 12, 1968       | Vicepresidente anterior Richard Nixon (77.61%) | Gobernador Nelson Rockefeller (10.82%), Senador Eugene McCarthy (5.30%), Presidente Lyndon B. Johnson (1.71%), Gobernador George Romney (1.68%) |
| Marcha 10, 1964       | Embajador Henry Cabot Logia, Jr.* (35.54%)     | Senador Barry M. Goldwater (22.28%), Gobernador Nelson Un. Rockefeller (21.99%), y Vicepresidente anterior Richard Nixon (16.78%) |
| Marcha 8, 1960        | Vicepresidente Richard Nixon                   | (Ninguna oposición viable) |
| Marcha 13, 1956       | Presidente Dwight D. Eisenhower                | (Ninguna oposición viable) |
| Marcha 11, 1952       | Dwight general D. Eisenhower                   | Senador Robert Un. Taft Y Gobernador Harold E. Stassen |
| 1948                  | Gobernador Harold Stassen                      | Gobernador Thomas E. Dewey |

* - Escribir-en candidato
- 1944: Unpledged delegados
- 1940: Unpledged delegados
- 1936: Unpledged delegados
- 1932: Unpledged delegados
- 1928: Unpledged delegados
- 1924: Presidente Juan Calvino Coolidge, Jr. (unopposed)
- 1920: Leonard General Madera, Jr. Senador vencido Hiram W. Johnson
- 1916: Unpledged delegados

## Resultados vicepresidenciales
Una preferencia Vicepresidencial primaria era también anteriormente aguantado en el Nuevo Hampshire primario. Nuevo Hampshire Senador Estatal Jack Barnes, quién ganó el 2008 concurso Republicano, copatrocinó una factura en 2009 cuál eliminaría el Vicio papeleta de preferencia Presidencial. La factura pasó ambas casas de la legislatura estatal y tomó efecto en 2012.
El tiempo único un no-incumbente ganado el Vicio Presidencial primario y entonces fue en para ser formalmente nominado por su o su partido era en 2004, cuándo Senador de EE. UU. Democráticos John Edwards ganó como escribir-en candidato. Edwards, quién estaba en cartelera Presidente en el tiempo,  no activamente solicitar Vicio votos Presidenciales.
En 1968, el Vicepresidente de sentar Hubert Humphrey ganó el Vicio Democrático Presidencial primario, y entonces más tarde ganó el nombramiento Presidencial después del Presidente de sentar Lyndon B. Johnson cayó fuera de la carrera.
Los candidatos siguientes recibieron el número más grande de votos en cada elección.
| Año  | Fecha      | Republicano         | Democrático         | Libertario    |
| ---- | ---------- | ------------------- | ------------------- | ------------- |
| 2008 | Enero 8    | John Barnes, Jr.    | Raymond Stebbins    |               |
| 2004 | Enero 27   | Dick Cheney*        | John Edwards*       |               |
| 2000 | Febrero 1  | William Bryk        | Wladislav D. Kubiak |               |
| 1996 | Febrero 20 | Colin Powell*       | Al Gore*            | Irwin Schiff* |
| 1992 | Febrero 18 | Hierba Clark Jr.    | Endicott Peabody    | Nancy Señor*  |
| 1988 | Febrero 16 | Wayne Verde         | David Duque         |               |
| 1984 | Febrero 28 | George Bush*        | Gerald Willis       |               |
| 1980 | Febrero 26 | Jesse Un. Helms     | Walter Mondale*     |               |
| 1976 | Febrero 24 | Wallace Johnson     | Auburn Lee Packwood |               |
| 1972 | Marcha 7   | Spiro Agnew*        | Jorge Almeyda*      |               |
| 1968 | Marcha 12  | Austin Burton       | Hubert Humphrey*    |               |
| 1964 | Marcha 10  | Richard Nixon*      | Robert Kennedy*     |               |
| 1960 | Marcha 8   | Wesley Powell*      | Wesley Powell*      |               |
| 1956 | Marcha 13  | Richard Nixon*      | Adlai Stevenson*    |               |
| 1952 | Marcha 11  | Puentes de estilos* | Estes Kefauver*     |               |

* - Escribir-en candidato
Fuentes: Nuevo Hampshire Biblioteca Política,